# Oxalis adenophylla
Oxalis adenophylla là một loài thực vật có hoa trong họ Chua me đất. Loài này được Gillies ex Hook. & Arn. mô tả khoa học đầu tiên năm 1833.

## Hình ảnh

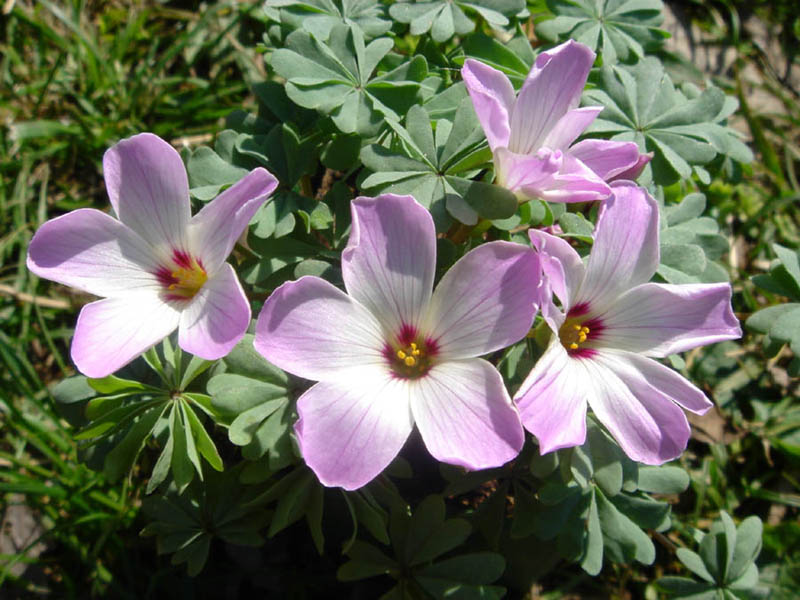
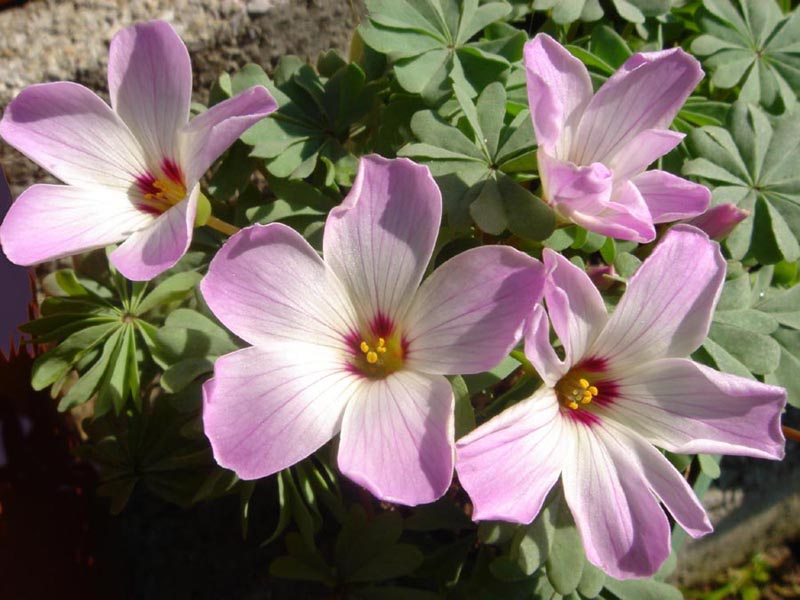
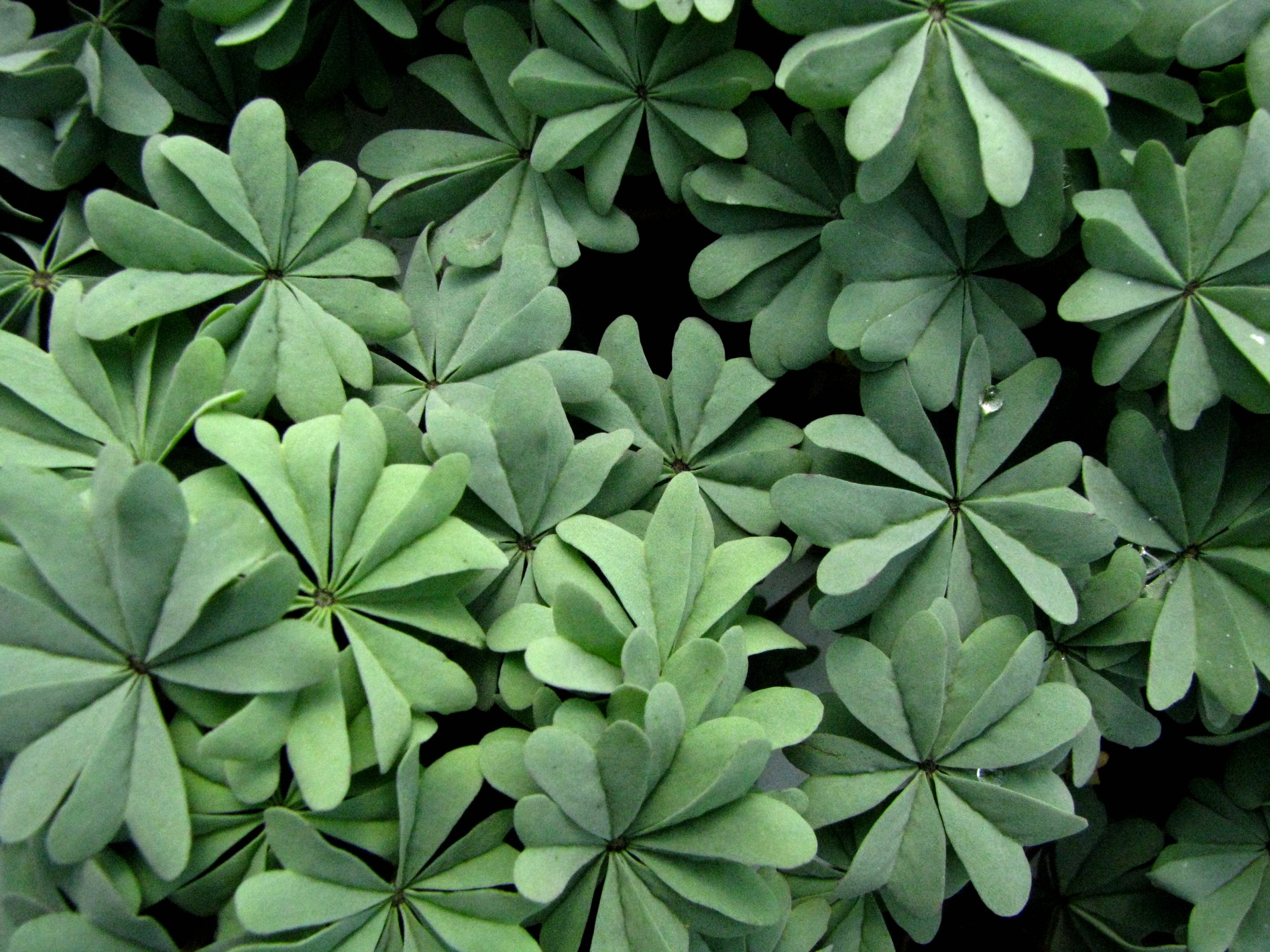
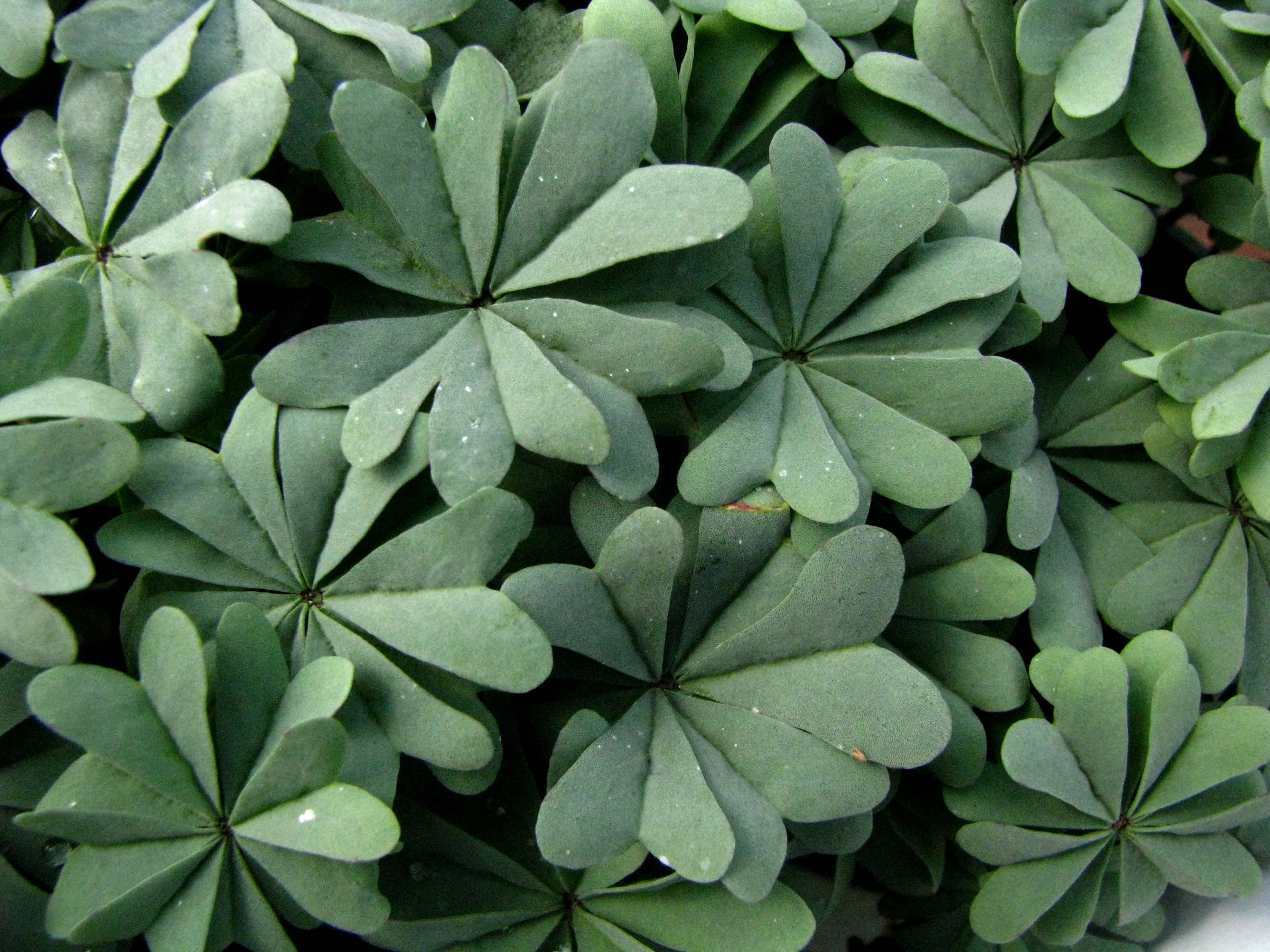